# Lom nad Rimavicou
Lom nad Rimavicou este o comună slovacă, aflată în districtul Brezno din regiunea Banská Bystrica, pe malul râului Rimavica⁠(d). Localitatea se află la altitudinea de 938 m deasupra n.m., se întinde pe o suprafață de 17,4 km2 și în 2017 număra 266 de locuitori.

## Istoric
Localitatea Lom nad Rimavicou este atestată documentar din 1791.

## Demografie
| An:                | 1994 | 2004    | 2014    | 2024    |
| ------------------ | ---- | ------- | ------- | ------- |
| Număr de persoane: | 360  | 309     | 274     | 217     |
| Diferență:         |      | −14,16% | −11,32% | −20,80% |

| An:                | 2023 | 2024   |
| ------------------ | ---- | ------ |
| Număr de persoane: | 218  | 217    |
| Diferență:         |      | −0,45% |